# Cratere Mussorgskij
Mussorgskij  è un cratere sulla superficie di Mercurio.